# Michel Pignolet de Montéclair
Michel Pignolet de Montéclair (ochrzczony 4 grudnia 1667 w Andelot, zm. 22 września 1737 w Domont) – francuski kompozytor i teoretyk muzyki.

## Życiorys
Kształcił się przy szkole katedralnej w Langres, gdzie jego nauczycielem był Jean-Baptiste Moreau. Od 1687 roku przebywał w Paryżu. Pozostawał w służbie księcia de Vaudémont, z którym odbył podróż do Włoch. O szczegółach tej podróży niewiele jednak wiadomo. Prowadził działalność pedagogiczną, do grona jego uczniów należały córki François Couperina. Od 1697 do 1737 roku grał na kontrabasie w Operze Paryskiej. Był jednym z pierwszych muzyków grających na tym instrumencie.
Zaliczany jest do grona czołowych francuskich twórców operowych w okresie po śmierci Jeana-Baptiste’a Lully’ego. Opery Montéclaira cechują się podkreśleniem dramatycznej funkcji kolorystyki i wprowadzeniem chórów a cappella. Skomponował m.in. operę baletową Les Festes de l’été (wyst. Paryż 1716) i tragédie lyrique Jephté (wyst. Paryż 1732). Jego twórczość instrumentalna obejmuje m.in. Sérénade ou concert divisez en 3 suites na skrzypce, flety proste i oboje (1697), 6 Concerts na 2 flety (b.d.), 6 Concerts na flet i basso continuo (b.d.), Brunetès anciènes et modernes na flet lub skrzypce (b.d.). Był autorem licznych prac teoretycznych stanowiących współcześnie ważne źródło wiedzy o muzyce XVIII-wiecznej, wydał pierwszy francuski podręcznik gry na skrzypcach (1711).

## Prace
(na podstawie materiałów źródłowych)
- Nouvelle méthode pour apprendre la musique (1709)
- Leçons de musique divisées en quatre classes (ok. 1709)
- Méthode facile pour apprendre à jouer du violon (1711)
- Petite méthode pour apprendre la musique aux enfans et même aux personnes plus avencées en âge (ok. 1730)
- Principes de musique divisez en quatre parties (1736)